# Frank Willaert
Frank Willaert (Veurne, 24 mei 1952) is een Belgische specialist van de middeleeuwse Nederlandse letterkunde en meer in het bijzonder van de werken van de mystica Hadewijch. Tot 2017 was hij gewoon hoogleraar aan de Universiteit Antwerpen.

## Levensloop
Frank Willaert studeerde Germaanse filologie aan de KULAK in Kortrijk en de Katholieke Universiteit Leuven (1970-74), gevolgd door mediëvistiek aan de universiteit van Poitiers (1977-78). 
Hij was werkzaam aan de Universitaire Faculteiten Sint-Ignatius Antwerpen (Ufsia) (1974-75), aan de Katholieke Universiteit Leuven (1975-82) en aan het Instituut voor Nederlandse Lexicologie in Leiden (1982-84). 
In 1982 promoveerde hij in Leuven onder leiding van prof. dr. N. de Paepe tot doctor in de Germaanse filologie met een proefschrift over de Strofische Gedichten van Hadewijch. In 1984 werd hij docent Oude Nederlandse Letterkunde aan de Ufsia. In 1992 werd hij hoogleraar aan de Ufsia en Universitaire Instelling Antwerpen (sinds 2003 samen Universiteit Antwerpen) en in 2000 gewoon hoogleraar. In 2017 bereikte hij het emeritaat.
Tijdens het academisch jaar 1997-98 was hij als VNC-fellow werkzaam in het Netherlands Institute for the Study of the Humanities and Social Sciences (NIAS) in Wassenaar. In 2016 bekleedde hij de Rubens Chair aan de University of California Berkeley. Hij maakte deel uit van de redactie van verschillende wetenschappelijke reeksen en tijdschriften en oefende bestuursfuncties uit in diverse wetenschappelijke verenigingen.

## Publicaties
- Willaerts publicaties handelen vooral over de middeleeuwse mystiek (Hadewijch en Ruusbroec) en de minnelyriek.
- De poëtica van Hadewijch in de Strofische Gedichten, Utrecht, HES Publishers, 1984. In 1988 de 'Vijfjaarlijkse Prijs van de Vlaamse Provincies voor een monografie'.
- Een zoet akkoord, Amsterdam, Prometheus, 1992, een omvangrijke bundel studies over de middeleeuwse lyriek in de Lage Landen, het resultaat van de werkzaamheden van een interdisciplinaire en interuniversitaire onderzoeksgroep die het jaar voordien onder zijn leiding wekelijks in Leiden was bijeengekomen.
- (samen met Imme Dros) Hadewijchs Visioenen met een vertaling en uitvoerig commentaar, Amsterdam, Prometheus, 1996.
- De Liederen van Hadewijch, met vertaling en commentaar, Groningen, Historische Uitgeverij, 2009. In 2012 door de Maatschappij der Nederlandse Letterkunde Leiden bekroond met de driejaarlijkse Kruyskampprijs. Tot stand gekomen in samenwerking met Veerle Fraeters en de Nederlandse musicoloog Louis Peter Grijp, is het boek het eerste deel van een project dat moet leiden tot een nieuwe uitgave van Hadewijchs volledige werk.  Van dit boek verschenen ook vertalingen in het Duits (Berlijn, De Gruyter 2016), het Frans (Parijs, Albin Michel, 2019) alsook twee onderling verschillende vertalingen/bewerkingen in het Spaans (Mexico, Ediciones El Tucan de Virginia, 2021 en Barcelona, Siruela, 2022).
- Geschiedenis van het Nederlandse minnelied in de middeleeuwen, Amsterdam, Prometheus, 2021.
- Een aantal publicaties van en over Frank Willaert zijn te vinden op de webstek van de Digitale Bibliotheek voor de Nederlandse Letteren (dbnl) en op Publicaties Frank Willaert.

## Eerbetoon
- In 2002 kende de Antwerpse studentenvereniging Prisma aan Willaert haar "Gobelijntje" toe, de prijs voor de beste prof in Germaanse filologie.
- In 1996 werd hij lid van de Koninklijke Academie voor Nederlandse Taal en Letteren. In 2012 en 2018 was hij voorzitter, van 2015 tot 2017 en van 2019 tot 2021 ondervoorzitter.
- In 2006 werd hij buitenlands lid van de Koninklijke Nederlandse Akademie van Wetenschappen.
- Voor zijn onderzoek over de middeleeuwse lyriek ontving Willaert, samen met Grijp, in 2005 de ANV-Visser-Neerlandiaprijs voor Cultuur.
- In 2022 kende de redactie van het online tijdschrift Neerlandistiek hem de Everdinus Wassenbergh Penning toe voor zijn langdurige verdiensten op het vlak van de neerlandistiek.